# Winfried Baum
Winfried Baum (* 5. April 1936 in Dresden; † 7. Dezember 2020) war ein deutscher Diplomlandwirt und Politiker (CDU).

## Leben
Nach Abschluss der allgemeinen Schulbildung besuchte Baum ab 1956 die Fachschule für Landwirtschaft und Garten in Dresden-Pillnitz. Er schloss ein Studium der Landwirtschaftswissenschaften in Berlin an, das er 1966 mit Staatsexamen abschloss. Von 1962 bis 1968 war er wissenschaftlicher Mitarbeiter am Institut für technische Besamung in Schönow/Bernau. 1968 trat er eine Tätigkeit als Tierzuchtleiter in Berlin an. Von 1969 bis 1991 war er Vorsitzender der Landwirtschaftlichen Produktionsgenossenschaft von Lohmen im Kreis Sebnitz. Von 1977 bis 1990 war er Vorsitzender der agrarwissenschaftlichen Gesellschaft im Kreis Sebnitz sowie Mitglied des Bezirksvorstands Dresden der Gesellschaft. Er war zudem Vorstandsmitglied des Kreisbauernverbands Sebnitz sowie Aufsichtsrat der Landbauvereinigung Polenz.
Baum gehörte von 1954 bis 1990 der Demokratischen Bauernpartei Deutschlands an und trat nach deren Fusion mit der CDU dieser bei. Er war 1990 eines der Gründungsmitglieder der CDU Sachsen. Bei der Landtagswahl in Sachsen 1990 verpasste Baum auf Listenplatz 74 den Einzug in den Sächsischen Landtag. Nach Ausscheiden von Dietrich Gregori rückte er jedoch am 11. November 1991 in das Landesparlament nach. Bei der Landtagswahl 1994 verzichtete er auf eine erneute Kandidatur.
Winfried Baum starb im Dezember 2020.